# پاناسونیک لومیکس دی‌ام‌سی-ال‌ایکس۳

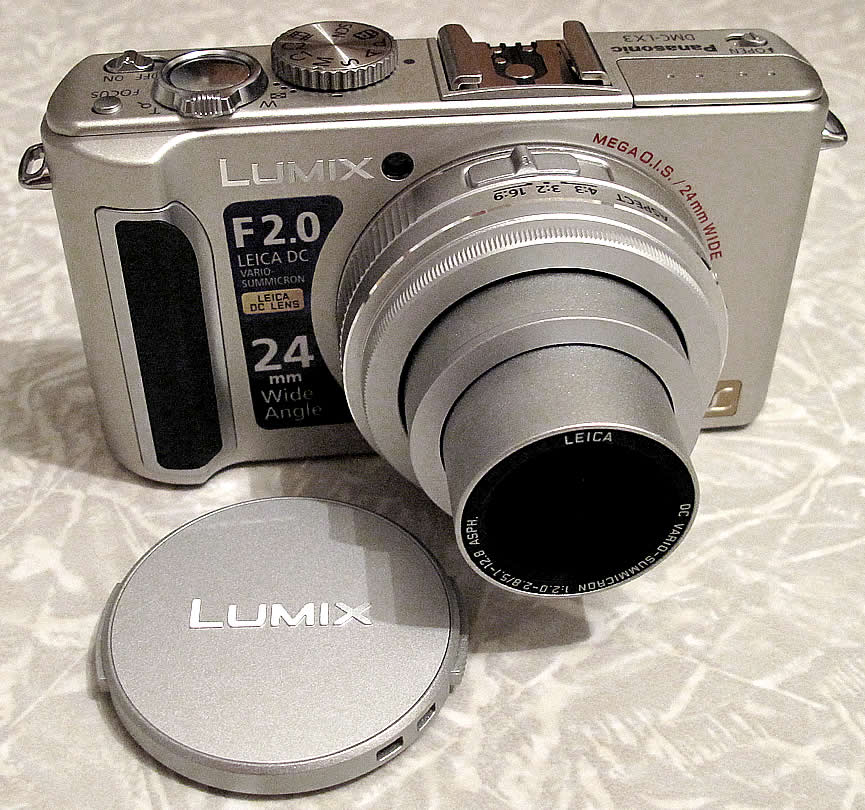
Panasonic-lumix-dmc-lx3

پاناسونیک لومیکس دی‌ام‌سی-ال‌ایکس۳ (به انگلیسی: Panasonic Lumix DMC-LX3) یک دوربین عکاسی ساخت شرکت پاناسونیک است.